# 野田市立尾崎小学校
野田市立尾崎小学校（のだしりつおさきしょうがっこう）は、千葉県野田市の川間地区にある公立小学校。

## 概要

### 沿革
- 1984年4月1日 - 岩木小及び川間小から分離、野田市立尾崎小学校として開校（岩木小から371名、川間小から87名）。
  - 4月5日 - 野田市立尾崎小学校開校式
  - 6月16日 - PTA設立総会（発足）
  - 10月27日 - 野田市立尾崎小学校開校式典

校旗推戴、校歌制定、校歌碑建立、開校記念碑建立、記念樹「欅」植樹
- 1985年10月27日 - 開校一周年記念式典「尾崎小誕生を祝う会」実施
- 1986年11月5日 - 卒業記念樹「槙」植樹
  - 11月27日 - 野田市教育研究会学級経営部会公開発表
- 1987年6月5日 - 千葉県教育庁東葛飾地方出張所指導室計画訪問
  - 11月26日 - 卒業記念「日時計」設置
- 1988年2月1日 - 「小鳥小屋」設置
  - 2月2日 - 卒業記念「サージャント・ジャンプ」器具設置
- 1989年3月15日 - 「うさぎ小屋」設置
  - 11月9日 - 千葉県学校体育優良校受賞
- 1990年10月28日 - なのはな体操実施発表大会で、「なのはな体操賞」を受賞
  - 1991年3月18日 - 卒業記念「投てき板」設置
  - 4月1日 - 野田市教育委員会特別活動研究指定校
- 1992年11月5日 - 野田市教育委員会指定特別活動研究公開
- 1993年5月25日 - 学校給食指導者協議会会場校
  - 10月22日 - 創立10周年記念事業「観察池」設置
  - 10月23日 - 創立10周年記念式典・祝賀会
- 1994年1月12日 - 千葉県教育委員会から健康教育優良校受賞
  - 1月14日 - 朝日新聞社から全日本健康推進優秀賞を受賞
- 1995年2月20日 - 体育館スクリーン設置
  - 4月1日 - 千葉県教育庁東葛職地方出張所指導室計画訪問
  - 11月1日 - 文部大臣から小学校給食優良校を受賞
- 1997年4月1日 - 野田市教育委員会コンピュータ研究指定校
- 2001年4月1日 - 野田市教育委員会学校人権・同和教育研究実践校（2年間）
- 2003年11月22日 - 創立20周年記念式典・祝賀会
- 2004年3月31日 - 創立20周年記念事業「水生植物園」完成
- 2005年6月23日 - 千葉県教育庁東葛職教育事務所指導室訪問
  - 11月18日 - 千葉県学校体育優良校として表彰される
- 2008年4月1日 - 野田市教育委員会男女平等教育研究指定
- 2011年11月29日 - ボトムアップ公開研究会を開催
- 2015年11月26日 - ボトムアップ公開研究会を開催
- 2017年3月 - 空調工事（エアコン）完了
- 2018年4月1日 - ボトムアップ公開研究会を開催

## 学校教育目標
主体的に学びに向かい、仲間と協働できる児童の育成

## 部活動
- 運動部
  - サッカー部
  - 陸上部
  - バスケットボール部（女子）

- 文化部
  - 吹奏楽部
  - 金管バンド部

- その他
  - 自転車部（交通安全）

## 主な行事
- 4月 - 始業式・入学式
- 5月 - 引き渡し訓練・運動会
- 6月 - 陸上部を励ます会・校外学習（2年）
- 7月 - 林間学校（5年）・金管バンド部を励ます会・夏季休業
- 9月 - 修学旅行（6年）・校外学習（1年）
- 10月 - 校外学習（4年）
- 11月 - 校外学習（5年）・自転車部を励ます会
- 12月 - 校内持久走大会・感謝の気持ちを伝える会・校外学習（6年）・冬季休業
- 1月 - 校内席書会・校内書き初め展
- 2月 - 6年生を送る会
- 3月 - 卒業式・修了式

## アクセス
- まめバス⑦新北ルート「尾崎小前」下車。「川間駅南口」から約10分。